# Pilar Sánchez Acera
Pilar Sánchez Acera és una política espanyola del Partit Socialista Obrer Espanyol.
Nascuda a Madrid el 6 de juliol de 1974, es va llicenciar en Ciències Empresarials a la Universitat Autònoma de Madrid.
Activa en les Joventuts Socialistes, va exercir el càrrec de regidora a l'Ajuntament d'Alcobendas entre 1999 i 2007, incloent l'acompliment de la tinença d'alcaldia del municipi entre 2003 i 2007. Inclosa dins de la candidatura del PSOE encapçalada per les eleccions a l'Assemblea de Madrid de 2007, va ser escollida diputada de la vuitena legislatura del parlament autonòmic (2007-2011), en la qual va exercir com a portaveu socialista en Serveis Socials.
Sánchez Acera, que no es va presentar com a candidata a les autonòmiques de 2011, es va presentar com a candidata rival a Tomás Gómez a les eleccions primàries de març de 2012 per la secretaria general del PSM-PSOE, en què va ser derrotada (40,78% dels vots contra el 59,22% de Gómez).
Integrada dins de la candidatura socialista encapçalada per Ángel Gabilondo per a les eleccions a l'Assemblea de Madrid de 2015, va resultar escollida i va tornar a l'Assemblea com a diputada de la seva desena legislatura.